# Таможенная дорога
Тамо́женная дорога — крупная дорога в Курортном районе Санкт-Петербурга. Проходит по границе города Сестрорецка и поселка Солнечное от Приморского шоссе до пансионата «Дюны».
Двухполосная дорога через лесопарк «Дюны» была проложена в советское время для нужд пансионата «Дюны» и как выезд на побережье Финского залива. После приватизации пансионата часть дороги оказалась в частной собственности — сейчас принадлежит компании «Басфор», которая владеет пансионатом. Выехать на побережье сейчас нельзя: при въезде на территорию пансионата стоит шлагбаум и будка охраны. В 2014 году решением суда «Басфору» запретили препятствовать свободному проезду по дороге. В 2015 году начался снос корпусов пансионата и застройка территории жилым комплексом «Внутри». Власти стали протестовать, что под видом новых корпусов пансионата строят жилье, однако запретить не смогли.
Название Таможенная дорога было присвоено 12 августа 2014 года. В протоколе заседания Топонимической комиссии говорится: «В связи с тем, что до 1940 года у начала дороги располагался таможенный пост на российско-финской границе; впоследствии местность некоторое время именовалась Старая Таможня».
С Таможенной дороги организованы подъезды к детскому санаторию «Солнечное», пансионату «Дюны», комплексу отдыха «Старая мельница». В будущем, согласно проекту планировки территории, от дороги пойдет проезд к месту впадения Ржавой Канавы в Малую Сестру, откуда уже сейчас идёт безымянная дорога до Приморского шоссе.
В настоящее время здания, расположенные вдоль Таможенной дороги, имеют адреса в виде: 41-й км Приморского шоссе, дом № ..., поскольку адреса им были даны до присвоения дороге официального названия.